# Astronomische Nederlandse Satelliet
Pour les articles homonymes, voir ANS.
L'Astronomische Nederlandse Satelliet ou Astronomical Netherlands Satellite, également connu sous son acronyme ANS est un observatoire spatial du  rayonnement X et ultraviolet développé conjointement par  les États-Unis et les Pays-Bas et mis en orbite par la NASA en 1974. Les universités de Groningue et d'Utrecht (Pays-Bas) apportaient les expériences dans l'ultraviolet et les rayons X mous tandis que l'American Science and Engineering apportait ses connaissances dans le domaine des rayons X durs. Le satellite a été construit par Industrial Consortium Astronomical Netherlands Satellite (Fokker-VFW et Philips) et a été lancé par une fusée Scout D depuis la base de lancement de Vandenberg en Californie.

## Orbite
L'orbite aurait dû être circulaire héliosynchrone à 500 km sous une forte inclinaison de 97,6°. Mais une défaillance du guidage du premier étage de la fusée l'a placé sur une orbite elliptique. Quoique le satellite soit stabilisé dans les 3 axes de manière à toujours être aligné avec le soleil, cela imposa certaines contraintes (rayonnement de bruit de fond, planification des observations qui devaient rester perpendiculaires à l'axe soleil-satellite).
ANS faisait un balayage circulaire du ciel en 6 mois et contactait la station de réception toutes les 12 heures. Le temps d'utilisation était partagé également entre les trois expériences sur la base d'une orbite par expérience.

## Instruments
Le spectrophotomètre de l'université de Groningue était sensible dans la bande 15000 Å-3300 Å.
L'expérience SXX avait 2 parties. Un détecteur de rayons X mous fourni par l'université d'Utrecht sensible à 0,2–0,28 keV, consistait en un collecteur parabolique à incidence rasante (pour une surface sensible effective de 144 cm2) avec un compteur proportionnel en polypropylène de 3.6 µm de petite surface au plan focal. La sensibilité était telle que 1 compte/s (0,2–0,28 keV) valait approximativement 0.53 photons/cm2/s/keV à 0,28 keV. La seconde partie, nommée le détecteur de rayons X moyens d'Utrecht, était un compteur proportionnel avec une fenêtre de titane de 1.7 µm. Il était sensible à la bande de 1-7 keV, divisée en 5 canaux impulsionnels (pulse-height channels), pour une surface sensible de 45 cm2.
L'expérience HXX comportait aussi 2 parties : le Large Area Detector (LAD) et le Bragg Crystal Assembly (BCA). Le LAD consistait en un couple de compteurs proportionnels étroitement collimatés sensibles dans la zone des 1,5–30 keV, avec une surface sensible totale de 60 cm2. Chaque compteur était collimaté sur 10' × 3°. Il y avait un écart de 4' entre les compteurs dans la direction la plus étroite. L'énergie du LAD de 1–30 keV était distribuée sur 15 canaux et enregistrée avec une résolution de 4s ou 64s. Un canal isolé collectant dans la zone 1-7 keV pouvait être lu toutes les 1, 4 ou 16 secondes. Une High Time Resolution (jusqu'à 1 ms) était aussi accessible. Un compte HXX dans les 1,5–7 keV était équivalent à 15 comptes d'Uhuru. Le Bragg Crystal Assembly est un couple de cristaux PET et de compteurs proportionnels alignés pour rechercher spécifiquement les raies d'émission du Silicium autour de 2 keV.

## Science
Les résultats significatifs de la mission d'ANS ont été la découverte des X-ray bursts, la première observation des émissions X de la couronne stellaire de l'étoile Capella et la première observation de X-ray flares des étoiles UV Ceti et YZ CMi.